# Sainte-Radegonde (Aveyron)
Sainte-Radegonde (okzitanisch: Senta Radegonda) ist eine französische Gemeinde mit 1774 Einwohnern (Stand: 1. Januar 2022)  im Département Aveyron in der Region Okzitanien. Sie gehört zum Arrondissement Rodez und zum Kanton Nord-Lévezou. Die Einwohner werden Radegondiens genannt.

## Geografie
Sainte-Radegonde liegt etwa vier Kilometer südöstlich von Rodez am Fluss Garrigue. Umgeben wird Sainte-Radegonde von den Nachbargemeinden Onet-le-Château im Nordwesten und Norden, La Loubière im Nordosten, Agen-d’Aveyron im Osten, Le Vibal im Südosten, Flavin im Süden und Südwesten, Le Monastère im Westen sowie Rodez im Nordwesten.

## Geschichte
Am 17. August 1944 wurde in Sainte-Radegonde von den deutschen Truppen ein Massaker an 30 Zivilpersonen, die der Resistance angehörten oder diese (auch nur mutmaßlich) unterstützt hatten, verübt.

## Bevölkerungsentwicklung
| Jahr                       | 1962 | 1968 | 1975 | 1982 | 1990 | 1999 | 2006 | 2012 | 2019 |
| -------------------------- | ---- | ---- | ---- | ---- | ---- | ---- | ---- | ---- | ---- |
| Einwohner                  | 480  | 443  | 542  | 1027 | 1226 | 1355 | 1536 | 1707 | 1751 |
| Quellen: Cassini und INSEE |      |      |      |      |      |      |      |      |      |

## Sehenswürdigkeiten
- Wehrkirche von Inières, seit 1921 Monument historique seit 1921
- Wehrkirche Sainte-Radegonde aus dem 14. Jahrhundert, Monument historique seit 1925
- Haus Yence aus dem 16. Jahrhundert, Monument historique seit 1978

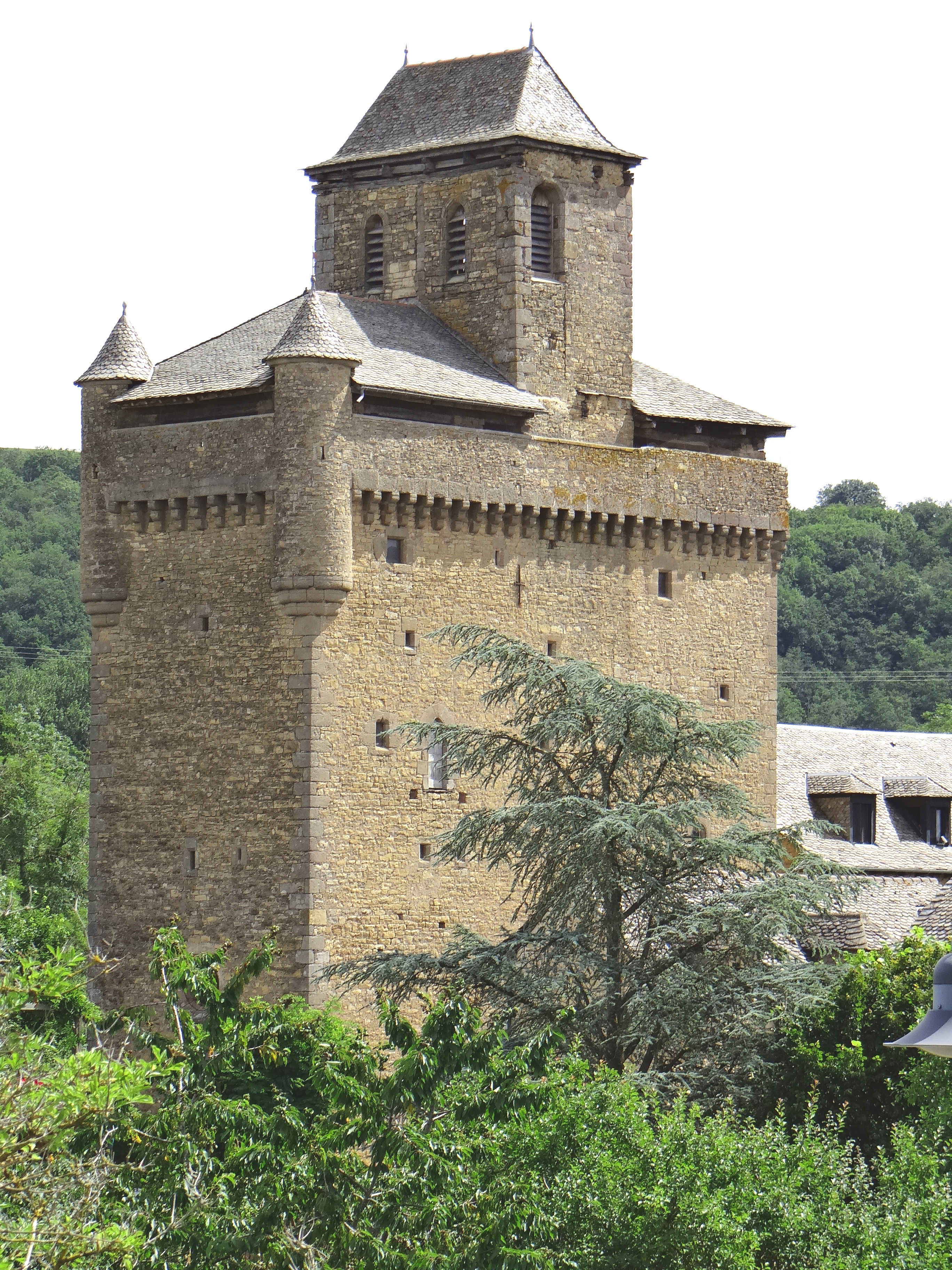
Wehrkirche von Inières
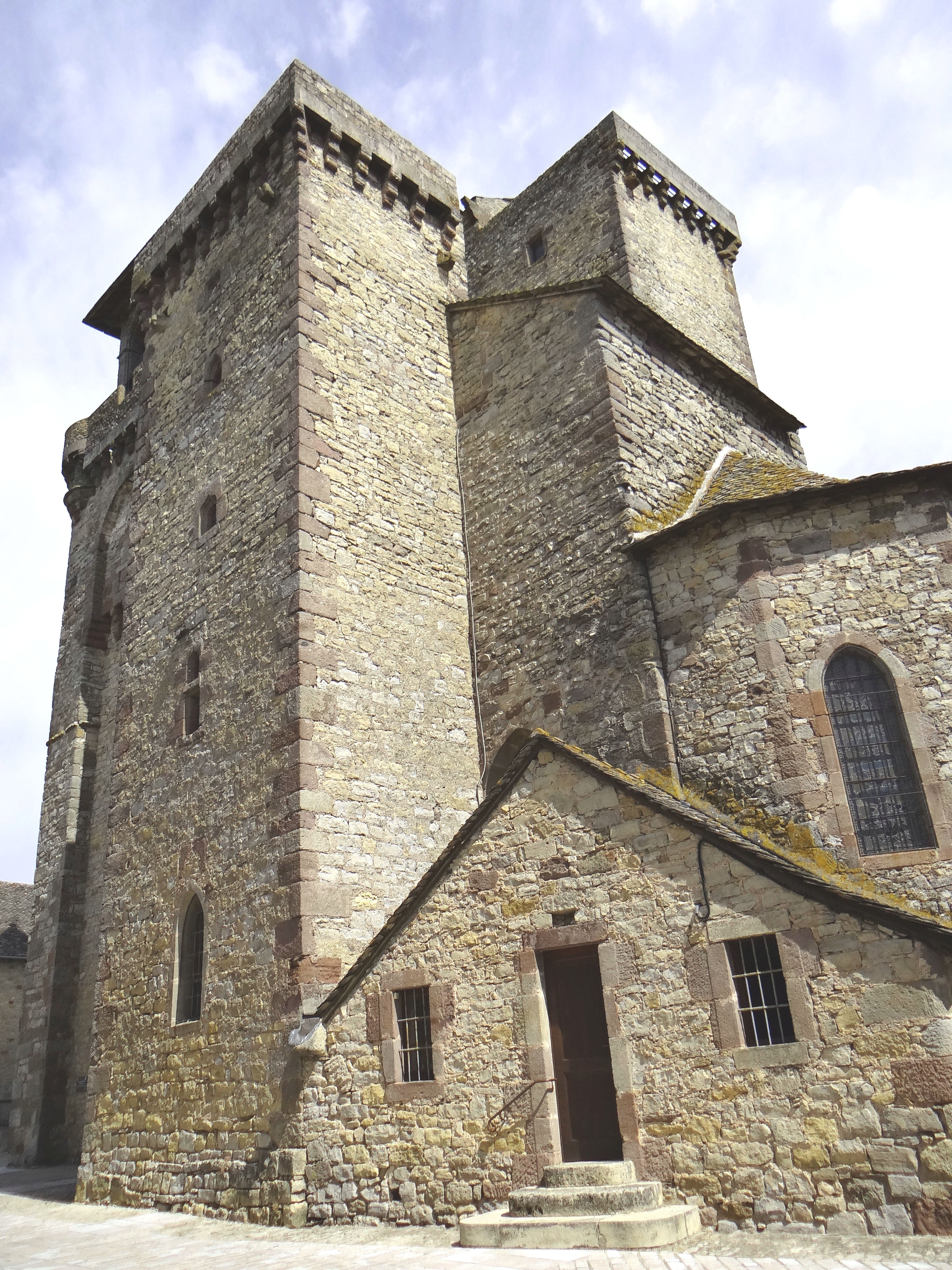
Kirche Sainte-Radegonde
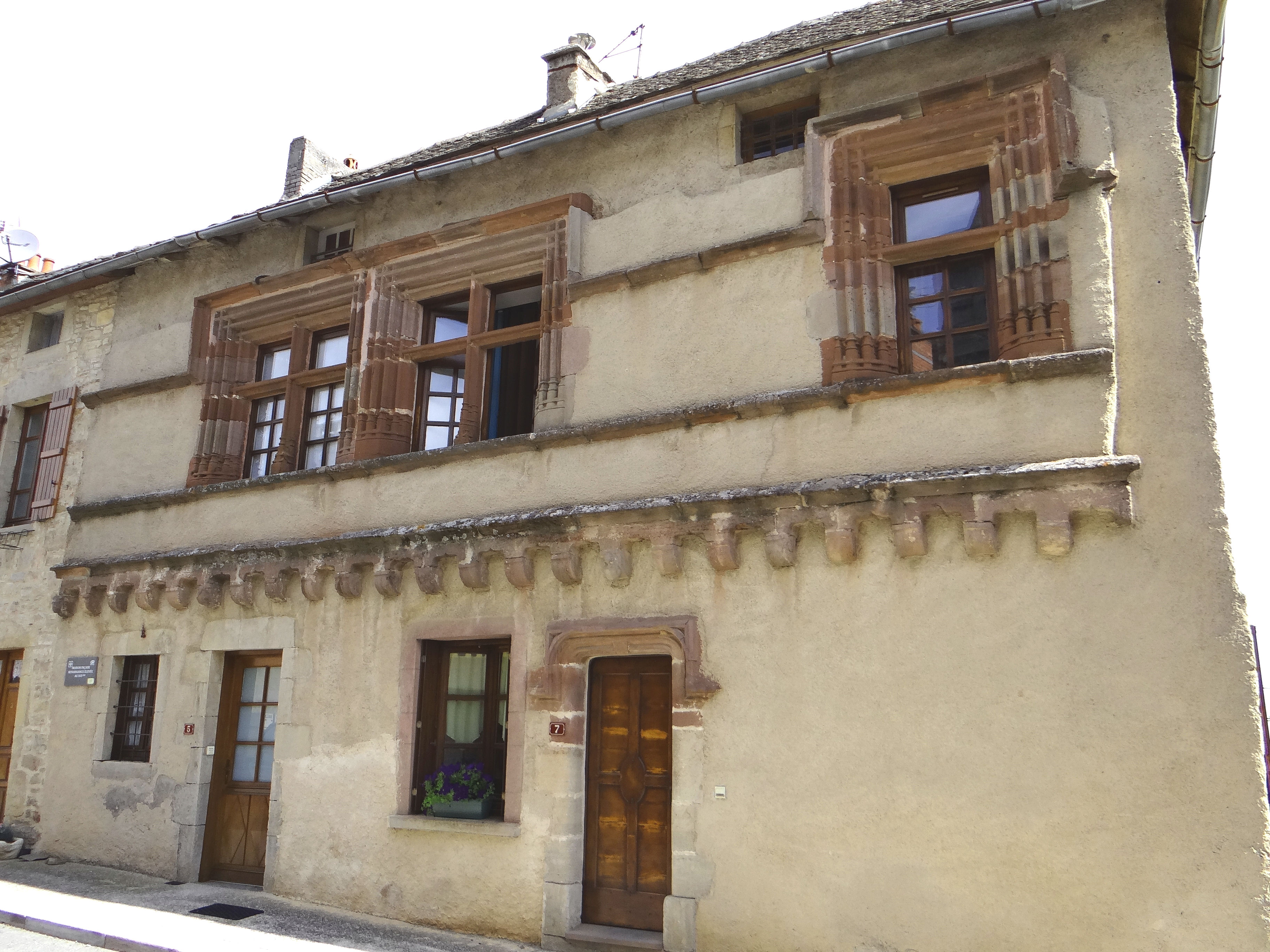
Haus Yence

## Persönlichkeiten
- Paul Wormser (1905–1944), Fechter, Bronzemedaillengewinner der Olympischen Spiele 1936